# London-Marathon 1994
| 14. London-Marathon    | 14. London-Marathon            |
| ---------------------- | ------------------------------ |
| Stadt                  | London, Vereinigtes Königreich |
| Datum                  | 17. April 1994                 |
| Distanz                | 42,195 Kilometer               |
| Sieger                 |                                |
| Männer                 | Dionicio Cerón (2:08:53 h)     |
| Frauen                 | Katrin Dörre (2:32:34 h)       |
| ← London-Marathon 1993 | London-Marathon 1995 →         |
| Website                | Offizielle Website             |

Der London-Marathon 1994 (offiziell: Nutrasweet London Marathon 1994) war die 14. Ausgabe der jährlich stattfindenden Laufveranstaltung in London, Vereinigtes Königreich. Der Marathon fand am 17. April 1994 statt.
Bei den Männern gewann Dionicio Cerón in 2:08:53 h, bei den Frauen Katrin Dörre in 2:32:34 h.

## Ergebnisse

### Männer
| Platz | Athlet            | Land                   | Zeit (h) |
| ----- | ----------------- | ---------------------- | -------- |
| 01    | Dionicio Cerón    | Mexiko                 | 2:08:53  |
| 02    | Abebe Mekonnen    | Äthiopien              | 2:09:17  |
| 03    | Germán Silva      | Mexiko                 | 2:09:18  |
| 04    | Salvatore Bettiol | Italien                | 2:09:40  |
| 05    | Grzegorz Gajdus   | Polen                  | 2:09:49  |
| 06    | Martín Pitayo     | Mexiko                 | 2:10:58  |
| 07    | Tena Negere       | Äthiopien              | 2:10:59  |
| 08    | Eamonn Martin     | Vereinigtes Königreich | 2:11:05  |
| 09    | Rolando Vera      | Ecuador                | 2:11:15  |
| 10    | Carlos Patricio   | Portugal               | 2:11:42  |

### Frauen
| Platz | Athletin         | Land                   | Zeit (h) |
| ----- | ---------------- | ---------------------- | -------- |
| 01    | Katrin Dörre     | Deutschland            | 2:32:34  |
| 02    | Lisa Ondieki     | Australien             | 2:33:17  |
| 03    | Janeth Mayal     | Brasilien              | 2:34:21  |
| 04    | Sally Ellis      | Vereinigtes Königreich | 2:37:06  |
| 05    | Sally Eastall    | Vereinigtes Königreich | 2:37:08  |
| 06    | Hayley Nash      | Vereinigtes Königreich | 2:39:04  |
| 07    | Zina Marchant    | Vereinigtes Königreich | 2:40:09  |
| 08    | Julie Barleycorn | Vereinigtes Königreich | 2:40:31  |
| 09    | Linda Rushmere   | Vereinigtes Königreich | 2:40:46  |
| 10    | Suzanne Rigg     | Vereinigtes Königreich | 2:41:03  |